# 比爾 (扎里奇涅區)
51°46′56″N 26°12′33″E / 51.78222°N 26.20917°E
比爾（烏克蘭語：Бір），是烏克蘭西北部的村莊，隸屬里夫內州的瓦拉什區。該村始建於1855年，面積6.67平方公里，海拔高度145米，2001年人口95，人口密度每平方公里14.2人。